# Montigny-sur-Aube
Montigny-sur-Aube é uma comuna francesa na região administrativa da Borgonha-Franco-Condado, no departamento de Côte-d'Or. Estende-se por uma área de 19,59 km². Em 2010 a comuna tinha 259 habitantes (densidade: 13,2 hab./km²).